# Vindeballe
Vindeballe is een plaats in de Deense regio Zuid-Denemarken, gemeente Ærø. De plaats telt 225 inwoners (2008). Vindeballe is samengesmolten met het kerkdorp Tranderup.